# Часовня Боголюбской иконы Божией Матери
Часо́вня Боголю́бской ико́ны Бо́жией Ма́тери — существовавшая в 1880—1927 гг. православная часовня Китай-города в Москве. Часовня имела шатровое крыльцо и находилась внутри башни Варварских ворот Китайгородской стены (в конце Варварки на месте нынешнего Китайгородского проезда)

## История

### Возникновение иконы
Икона при Варварских воротах известна с XVIII века. Первоначально икона помещалась над воротами Варварской башне. Появление иконы над вратами связывают с Петром I.
В 1690 году государь посетил древний Боголюбский монастырь, а когда вернулся в Москву, то устроил в церкви Боголюбской иконы Высокопетровского монастыря усыпальницу Нарышкиных. Царь избрал Боголюбскую церковь в память «великих чудес от сей иконы бывших».
Предполагается, что тогда же Пётр I заказал список с древней Боголюбской иконы (первообраз Боголюбской иконы XII века находится ныне во Владимиро-Суздальском музее-заповеднике) для Высокопетровского монастыря. Именно этот образ в XVIII веке был установлен на наружной стене Варварских ворот Китай-города, выходивших на Соляную площадь (площадь Варварских ворот). Икона эта получила именование Боголюбская-Московская.
На нём Царице Небесной молитвенно предстоят святители Московские Пётр, Алексей, Иоан, Филипп, блаженные Василий и Максим Московские, святитель Василий Великий, святая мученица Параскева, святой Симеон, сродник Господень, преподобная Параскева, а также апостол Пётр, святой Алексий, человек Божий, и преподобная Евдокия — очевидно, Небесные покровители Петра Великого, царицы Евдокии (его первой жены) и царевича Алексея. О написании образа в конце XVII века свидетельствуют манера письма и изображение митрополита Филиппа, канонизированного в 1652 году. Особенностью Высокопетровской иконы является изображение коленопреклоненного благоверного князя Андрея. Оно воспроизведено и на списке иконы, заказанном Петром Великим.

### Почитание иконы

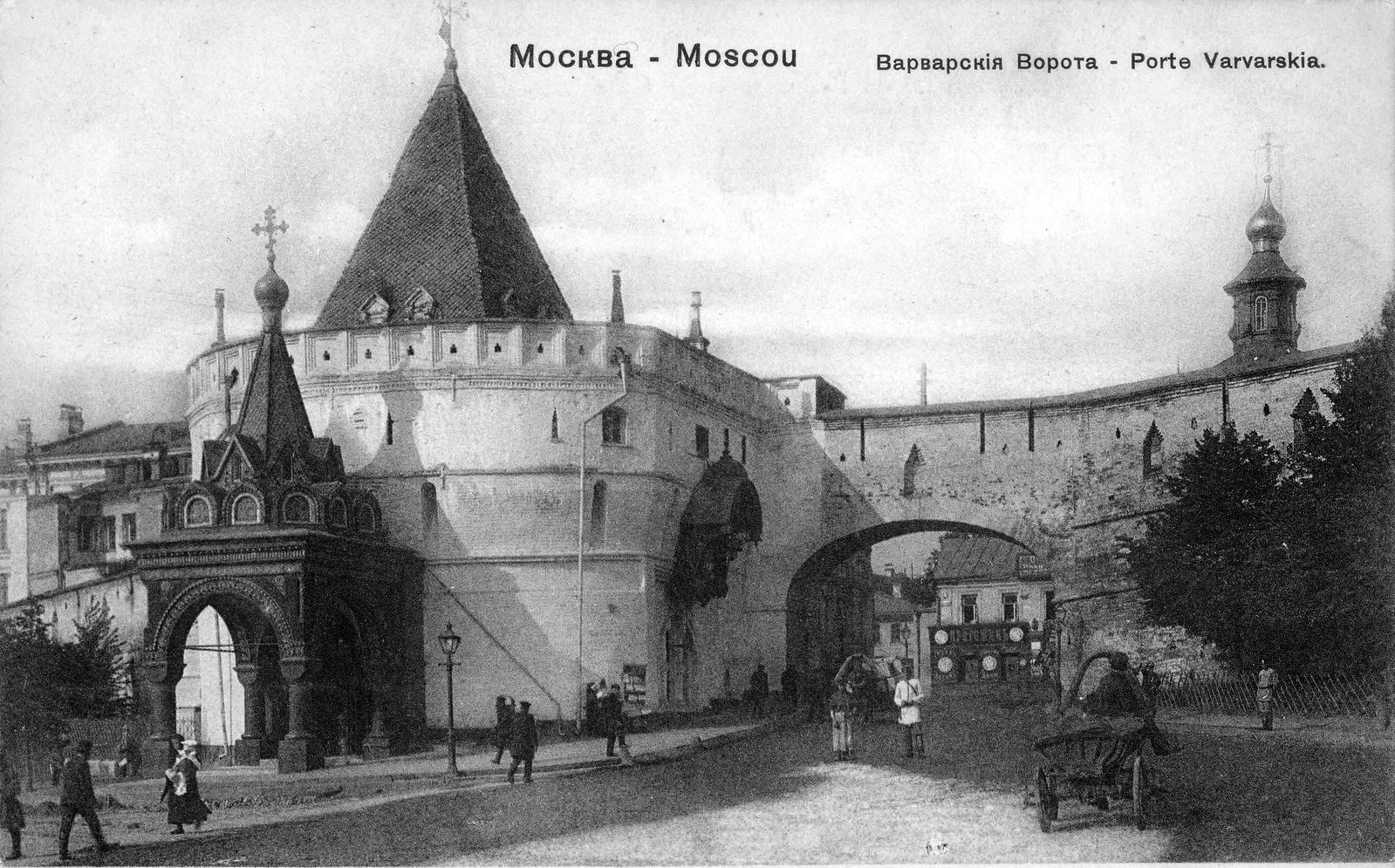
Варварские ворота в конце 1880-х — начале 1890-х годов

В 1770 году на юге Москвы распространилась моровая язва. Весной 1771 года эпидемия достигла Москвы. Число жертв было огромным: Екатерина II писала, что чума «наверное» унесла более ста тысяч жизней. Эпидемия не коснулась Боголюбова[уточнить] и его окрестностей. Тогда жители Владимира перенесли к себе чудотворную икону Божией Матери из Боголюбского монастыря, и множество больных получили исцеление. Вскоре эпидемия во Владимире прекратилась.
Весть о чудесном исцелении от иконы достигла Москвы, и москвичи устремились с молитвой о заступлении к Боголюбской иконе у Варварских ворот. Боголюбскую икону спустили с ворот и стали днём и ночью совершать молебны, после чего верующие прикладывались к образу. По церковному преданию «Божия Матерь явила много милостей с верою к Ней притекающим».
Опасаясь распространения от этого болезни, московский архиепископ Амвросий (Зертис-Каменский) велел прекратить молебны и поднять икону на место. Толпа не позволила это сделать; в гневе на архипастыря бросилась она в Кремль, в его резиденцию в Чудовом монастыре. Он, однако, успел удалиться в Донской монастырь, но и там был вскоре настигнут и убит. Позже его погребли в монастыре, где в малой церкви Донского монастыря сохраняется его надгробие. Так начался «чумной бунт».
В XIX веке празднество в честь иконы обычно продолжалось в Москве три дня. Праздник 18 июня (1 июля по новому стилю) собирал на площади толпы людей.
Накануне, когда собирался народ, хор пел канон Пресвятой Богородице. Икону опускали со стены и устанавливали на возвышении. Служили молебны, народ поклонялся святыни. Начинался праздник колокольным звоном ко всенощному бдению в храме Всех Святых на Кулишках, расположенном неподалёку, и заканчивался крестным ходом, после которого икона снова утверждалась на своем месте — «на вратах».

### Строительство
В 1880 году по ходатайству митрополита Московского Иннокентия внутри Варварских ворот была устроена часовня, в которую перенесли чудотворный образ, а над вратами поместили его точный список, также прославленный чудесами.
Над входом в часовню со внешней стороны башни в 1880 году архитектор Николай Васильевич Никитин построил шатёр на четырёх столбах, увенчанный главкой и крестом.
При часовне была копия чудотворной иконы, называвшаяся «заместительницей» — она замещала главный образ, когда его уносили с крестными ходами.

### Советский период
В начале 1920-х годов надвратная Боголюбская икона оказалась у обновленцев и была перенесена в  церковь Трёх Святителей у Красных ворот, по решению обновленческого Синода получившую в 1927 году статус Боголюбского собора. После того, как в 1928 году церковь у Красных ворот была снесена, иконе вновь пришлось менять местонахождения. Наконец, в 1934 году она обосновалась в церкви Воскресения в Сокольниках, в приделе святых Петра и Павла. Это одна из самых почитаемых святынь Воскресенского храма.
Главная икона перенесена в церковь Петра и Павла у Яузских ворот.
В 1923 году в газете «Правда» в № 152 сообщалось, что отделом управления Моссовета «на днях ликвидирована Боголюбская часовня на Варварской площади». Крыльцо 1880 года было разобрано позднее, в 1928 году.
Варварские ворота и северная часть стены были сломаны в 1934 году. Южная часть стены Китай-города, шедшая к реке Москве, была снесена в 1960-е годы, но позднее восстановлена. В подземном переходе под Китайгородским проездом открыта часть основания башни. На белокаменной стене висит охранная доска, охранный номер состоящей под государственной охраной стены — 214.